# Gjertrud Rasch
Gjertrud (Giertrud) Rasch (født 1673 på Kveøya i Kvæfjord, død 21. december 1735 i Grønland) var en norsk præstekone som rejste sammen med ægtemanden Hans Egede som de første missionærer til Grønland.

## Familie og opvækst
Gjertrud Rasch var datter af Kvæfjords bondelensmand Niels Nielsen Rasch, som drev gården og jektefarten derfra. I opvæksten må hun derfor have været vidne til både hekseridommen over Johanne Nilsdatter, som var Johanne Nilsdatter fra Kvæfjord, som var er den sidste der dokumenteret blev dømt og henrettet for hekseri i Norge og til konflikten mellem faderen og den selvudnævnte bondelensmand Anders Jensen Fjeresløv, en konflikt som førte til både håndgemæng og store bøder til Niels Rasch.
Familien havde tilknytning til foged Poul Hansen Egede i Harstad, og fogedens søn Hans Egede gik i præstelære hos sognepræsten Peder Hind, som var hans onkel, i Kvæfjord. Efter at Poul Egede døde med gæld i 1706 blev alliancen mellem familierne endnu vigtigere, og Gjertrud og Hans Egede giftede sig da hun var 34 år gammel og han 21.

## Præstekone i Vågan
Hans Egede fik et præstekald i Vågan (1708-1718), hvor ægteskabet med Gjertrud brød traditionen om at den nye præst skulle gifte sig med præsteenken. Tiden i Vågan gik blandt andet med forberedelser til ægtemandens missionskald om at rejse til Grønland. Rejsen blev muliggjort blandt andet med hjælp fra Gjertruds bror Niels Rasch, som drev handelsfart og fangst. Selv om Gjertrud i den første tid ikke ønskede at familien med fire små børn (Poul Egede (1709–1789), Niels Rasch Egede (1710–1782), Kirstine Matthea (1715–1786) og Petronelle (1716–1805)), skulle ud på den lange farefulde rejse, var hun den som senere støttede ægtemanden når han havde modgang.

## Grønland
1718 rejste Hans og Gjertrud Egede til Bergen, og i 1721 videre til Grønland, hvor de ikke mødte nogen efterkommere efter de norrøne bosættere, som de forventede, men begyndte i stedet for at missionære blandt Inuitterne. Forholdene var vanskelige, i den danske koloni som de grundlagde. Til at begynde med boede familien Egede i en jordhytte. Kontakten med Europa og Danmark førte til en stor kopperepidemi. Gjertrud viste en stor godhed og omsorg for inuitterne. Hendes omsorg var en af grundene til at hun og ægtemanden var en vigtig del af Grønlands historie selvom koloniseringen også havde mange negative sider – deriblandt kopperepidemien.
I 1733 kom der børne-koppervirus til Grønland med et dansk skib, hvilket gik hårdt ud over lokalbefolkningen. Flere familier uddøde helt og deriblandt mange af dem, Egede havde omvendt. Skibet medbragte også de første tre Herrnhut-missionærer. Egedes tanker om sin nytten af sin egen indsats blev nu mere pessimistiske, idet han følte, at han havde givet grønlænderne flere dårligdomme end goder. Gertrud Rasch gjorde et stort arbejde for de syge ved at lave et slags sygehus, hvor hun selv arbejdede. Men hun døde af sine anstrengelser den 21. december 1735, og en svækket Hans Egede bestemte sig for at rejse til Danmark. Hun blev bisat fra Sankt Nikolaj Kirke i København den 5. oktober 1736. 
Efter Gertrud Rask har gader i Grønland og Danmark og en dampskonnert (1923-1942) fået hendes navn. 1947 blev der rejst en mindesten ved fødegården Vebostad på på Kveøya i Kvæfjord. Den nye kirke i Qaqortoq blev indviet i 1973 som Gertrud Rasks Kirke. På det nordligste Grønland nordvest for Pearyland ligger Gertrud-Rask-Land.